# Użhorod

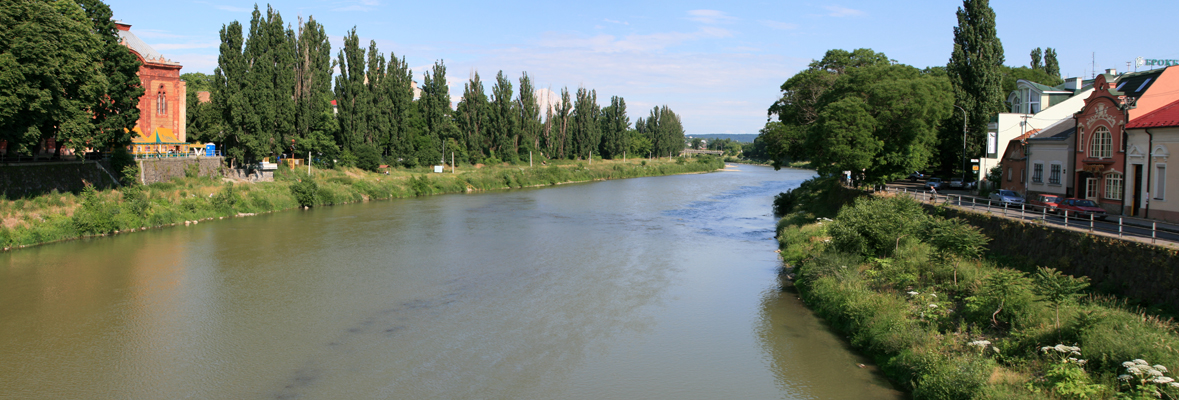
Rzeka Uż, po lewej dawna synagoga, obecnie filharmonia

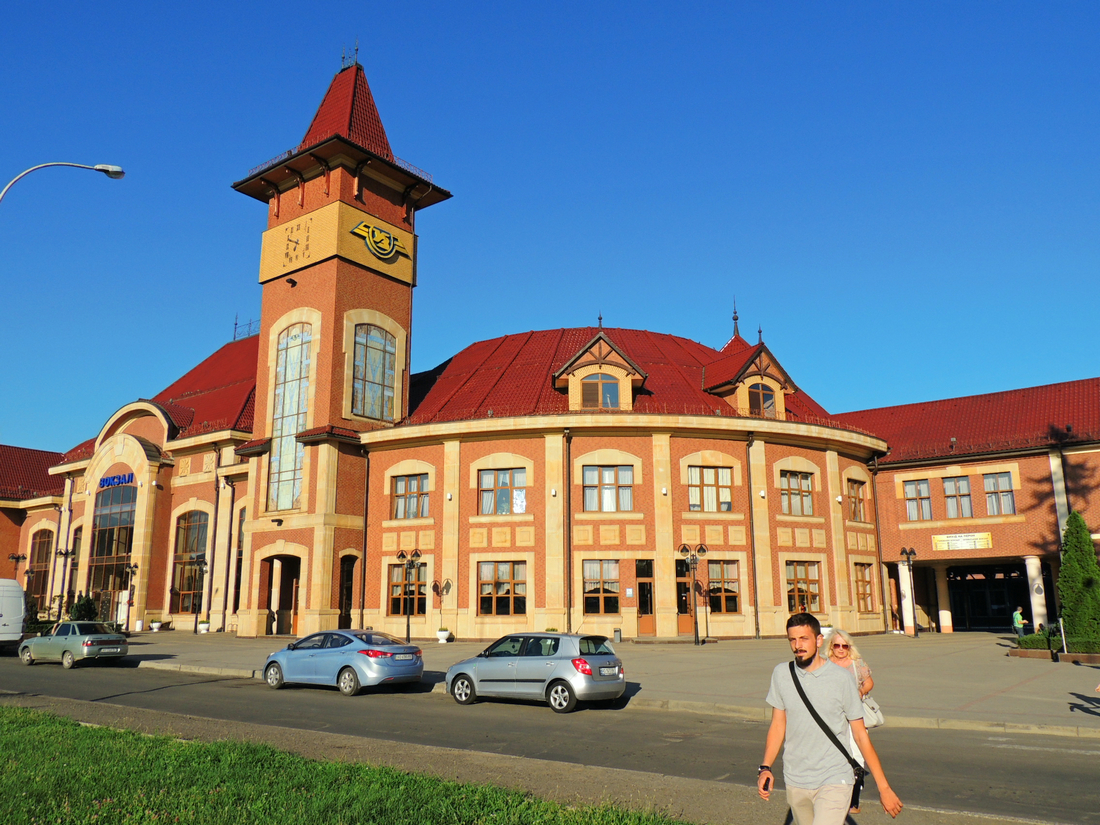
Inspirowana karpacką tradycją sylwetka dworca kolejowego

Użhorod (ukr. Ужгород – Użhorod, rus. Ужгород – Užhorod, ros. Ужгород – Użgorod, węg. Ungvár, niem. Ungwar, na starych mapach Galicji również Wuhmar; jidysz אונגװיר, Ungwir) – miasto w zachodniej części Ukrainy, nad Użem, przy granicy ze Słowacją. Stolica obwodu zakarpackiego, a także historyczna stolica Rusi Zakarpackiej.

## Historia
Osadnictwo sięga w tych okolicach młodszej epoki kamiennej. Wysoką kulturę materialną potwierdza znalezisko skarbu, datowanego na XII wiek p.n.e. Mieszkali tu m.in. Celtowie, Awarowie, Dakowie, Sarmaci, Burgundowie, a w VIII w. powstał gród słowiański. Gród wiąże się z państwami wielkomorawskim i ruskim, a od X w. z węgierskim. W 1241-1242 przeszedł tędy najazd mongolski, jednak już w 1248 r. zapisano informację o „nowym zamku”. Kolejne, ciężkie fortyfikacje, zachowane do dziś, powstały w roku 1598, z udoskonaleniami XVII-wiecznymi.
W latach 70. XIX wieku uruchomiono połączenie kolejowe Użhorodu z Nyíregyháza, a w 1905 r. z Samborem.

Tereny w roku 1938 przejściowo włączone w skład Węgier

Od roku 1919, miasto trafiło w skład Czechosłowacji, co potwierdzał traktat w Trianon (1920). W okresie 1938–1944, na krótko, powróciło jeszcze do Węgier. 
27 października 1944 Użhorod zajęła Armia Czerwona. Włączenie do ZSRR poskutkowało masową emigracją i deportacjami, zwłaszcza Węgrów, zastępowanych przesiedleńcami z obszaru rosyjskojęzycznego.
W roku 1991 miasto weszło w skład państwa ukraińskiego, które powstało w wyniku rozpadu ZSRR.  Zaznaczyła się już ukrainizacja młodego pokolenia, urodzonego tu z rodzin rosyjskojęzycznych.
Miasto objęte było do niedawna małym ruchem granicznym z Węgrami, ale bez podobnej umowy ze Słowacją. 11 czerwca 2017, z udziałem dwóch prezydentów państw, inicjowano tu ruch bezwizowy UE z Ukrainą

Drugim, odległym o 40 km i historycznie równie istotnym centrum regionu jest Mukaczewo.

## Ludność
Główne narodowości deklarowane w spisie powszechnym: Ukraińcy (77,8%), Rosjanie (9,6%), Węgrzy (6,9%), Słowacy (2,2%), Romowie (1,5%), Żydzi i Niemcy. W ciągu ostatnich dwóch dziesięcioleci faktyczna liczba mieszkańców szybko spada, głównie w wyniku emigracji do państw UE i do Izraela.

## Klimat, położenie i ukształtowanie terenu
Miasto położone jest na wysokości ok. 120 m n.p.m. na przedgórzu Karpat, nad rzeką Uż, w bezpośrednim sąsiedztwie Bieszczadów. Powierzchnia miasta to ok. 40 km². Najwyższym punktem w mieście jest góra Wielka Dajbowecka – 224 m n.p.m. Powierzchnia terenów zielonych wynosi 1574 ha – oprócz tego Użhorod ze wszystkich stron otoczony jest lasami. Długość miasta z północy na południe – 7 km, ze wschodu na zachód – 5 km. Trochę większą część powierzchni zajmuje prawobrzeżne Stare Miasto. Brzegi rzeki Uż łączy 7 mostów: 6 pieszo-samochodowych i 1 kolejowy.
Klimat – umiarkowany kontynentalny.
Niedaleko od miasta rozciągają się ukraiński Użański Park Narodowy i słowacki Park Narodowy Połoniny, oba graniczące z polskim Bieszczadzkim Parkiem Narodowym, wchodząc z nimi w skład Międzynarodowego Rezerwatu Biosfery „Karpaty Wschodnie”.

## Gospodarka
Ośrodek przemysłu maszynowego, drzewnego, lekkiego i spożywczego, m.in. fabryka polskiej firmy Inter Groclin Auto, wytwarzająca elementy tapicerki pojazdów. W mieście swój zakład zlokalizowała amerykańska firma Jabil Circuit.

## Transport
Podróż pociągiem do Lwowa trwa 5,5 godziny, do Kijowa 15 godzin, do Odessy 17,5 godziny. Brak bezpośrednich, kolejowych połączeń zagranicznych. Z Kijowem komunikuje pasażerów także międzynarodowy port lotniczy. Użhorod leży tuż przy granicy ze Słowacją. Funkcjonują dwa przejścia graniczne ze Słowacją – samochodowe Użhorod-Vyšné Nemecké i kolejowe dla ruchu towarowego Pawłowe-Matovske Vojkovce. Planowane jest otwarcie przejścia drogowego Storożnyca-Zahor. Działa bezpośredni publiczny transport samochodowy na Słowację.
Przez Użhorod wiedzie europejska trasa samochodowa E50.

## Zabytki
- Zamek nominalnie uważany jest za XV-wieczny[8], niemniej widoczne dziś fortyfikacje powstały w 1598 roku[9] z późniejszymi zmianami. Mieści się tu Zakarpackie Muzeum Krajoznawcze, z 14 tysiącami eksponatów i o silnie zaznaczonym charakterze muzeum historycznego.
- Zakarpackie Muzeum Architektury Ludowej – skansen zlokalizowany w bezpośrednim sąsiedztwie zamku z kilkunastoma obiektami drewnianej architektury zakarpackiej.
- Rotunda Horiańska pod wezwaniem św. Anny, z XII w. znajduje się w Horianach (ukr. Гoряни), w południowo-wschodniej części miasta, sześciokątna z elementami datowanymi przez niektórych badaczy na wiek X-XI; romańska, słynąca z unikatowych fresków; niegdyś rzymskokatolicka, następnie prawosławna, muzeum, a w 1991 r. przekazana eparchii greckokatolickiej[10].
- Synagoga.
- Zamek Newycki w odległości 12 km od miasta.

## Nauka i kultura
Działają tu uniwersytet, greckokatolicka uczelnia teologiczna i kilka mniejszych państwowych wyższych uczelni zawodowych. Renomą cieszą się w regionie instytuty: muzyczny i sztuk pięknych, przedstawiające się jako szkolnictwo wyższe, wszakże kształcące już 16-latków. Działają Filharmonia Zakarpacka, Zakarpacki Teatr Muzyczno-Dramatyczny, państwowy Teatr Lalek. Jesienią rokrocznie odbywają się Dni Miasta połączone z ludowym festynem i prezentacjami kultur karpackiej, średniowiecznej, renesansu, baroku, na zamku znów goszczą wtedy Biała Dama, rycerze, grajkowie i tancerze. Silnie zaznacza się atmosfera tolerancji, toteż miasto znaczą liczne i eleganckie pomniki i tablice, dedykowane wybitnym przedstawicielom kultury i myśli społecznej ukraińskiej, rusińskiej, węgierskiej, czesko-słowackiej i rosyjskiej.

## Społeczeństwo
Użhorodzianie zwykle uważają się za oczywistą część Europy Środkowej i jednocześnie Zachodniej Ukrainy, ze Lwowem, jako metropolią. Różnicę stanowi niepopularność idei nacjonalistycznych.
Większość mieszkańców opowiada się za autonomią Zakarpacia, w ramach wspólnego państwa ukraińskiego. Istnieją podejrzenia mieszania się państw trzecich.
20 lutego 2014 mieszczące się w Użhorodzie władze obwodu zakarpackiego, przy współudziale użhorodzkich jednostek wojska i policji, pierwsze na Ukrainie, zadeklarowały nieważność dalszego sprawowania władzy przez ekipę prezydenta Wiktora Janukowycza.

## Słynni mieszkańcy
W Użhorodzie urodzili się: radziecki piłkarz i trener węgierskiego pochodzenia Jożef Sabo, radziecko-węgierski malarz pochodzenia żydowskiego Szandor Zicherman i rusiński pisarz Mychajło Tomczanij, rusiński działacz państwowy i kulturalny, prezydent Karpato-Ukrainy Augustyn Wołoszyn.

## Miasta partnerskie
- Békéscsaba, Węgry
- Nyíregyháza, Węgry
- Pula, Chorwacja
- Corvallis, USA
- Darmstadt, Niemcy
- Jarosław, Polska
- Česká Lípa, Czechy
- Krosno, Polska